# Francesco Bonasi
Francesco Bonasi (Carpi, 2 gennaio 1830 – Gavasseto, 2 novembre 1897) è stato un politico e magistrato italiano.
Fu senatore del Regno d'Italia nella XVII legislatura.

## Biografia
Laureato in giurisprudenza all'Università di Modena. Nel corso della carriera da magistrato ricoprì le cariche di Consigliere della Corte d'appello di Napoli (dal 6 aprile 1862), di Ancona (dal 30 ottobre 1864) e di Bologna (dal 19 ottobre 1865). 
Fu poi nominato Consigliere della Corte di cassazione di Roma (dal 30 gennaio 1876). In seguito fu Presidente di sezione della Corte di cassazione di Torino (8 maggio 1881), Primo presidente della Corte d'appello di Venezia (dal 19 gennaio 1882) e di quella di Torino (dal 8 giugno 1884). Negli ultimi anni fu Presidente di sezione della Corte di cassazione di Firenze (dal 14 luglio 1887 fino al 11 settembre 1891, data del collocamento a riposo).
Il 30 novembre 1891 venne nominato Senatore del Regno d'Italia, carica mantenuta fino alla morte, avvenuta il 2 novembre 1897, all'età di 67 anni.